# Prędkość maksymalna (lotnictwo)
Prędkość maksymalna – największa prędkość, jaką może rozwinąć statek powietrzny w locie poziomym przy wykorzystaniu pełnego ciągu silnika
Statek powietrzny będzie poruszał się z maksymalną prędkością w momencie, gdy opór aerodynamiczny będzie równoważony przez maksymalny ciąg silnika:
{\displaystyle T_{max}=D\iff T_{max}={\frac {1}{2}}\rho \cdot v_{max}^{2}\cdot S\cdot C_{d}\iff v_{max}={\sqrt {\frac {2T_{max}}{\rho C_{d}S}}}}
Wielkość prędkości maksymalnej wynika z jednej strony z:
- mocy zespołu napędowego będącej do dyspozycji,
- aktualnego obciążenia (ładunek, paliwo),
- konfiguracji statku powietrznego (np. podwieszony ładunek, uzbrojenie).

Z drugiej zaś strony jest ograniczana z uwagi na możliwość wystąpienia flatteru.
Stąd dla każdego statku powietrznego istnieje tzw. prędkość Vne, której nie wolno przekroczyć.
Mówiąc o samolotach naddźwiękowych często jako określenie prędkości podaje się liczbę Macha (M).